# Nova Impendet
 Nova Impendet  è un'enciclica di papa Pio XI, promulgata il 2 ottobre 1931, riguardante la crisi economica mondiale del 1929 (la Grande depressione). In essa il Pontefice denuncia anche il pericolo del militarismo e della corsa agli armamenti.